# Idioma pakanha
Pakanha (Bakanha), o Ayabakan, es una lengua pama casi extinta hablada en la península del Cabo York, en Queensland, Australia. En 1981, había 10 hablantes del idioma, hablado originalmente por los aborígenes australianos indígenas (aborígenes)] [pueblo Pakanha]] en la parte central de la península de Cape York.

## Fonología

### Vocales
Pakanha tiene 5 vocales cualidades:
|          | Larga     | Larga     | Larga     | Corta   | Corta   | Corta   |
| Anterior | Central   | Posterior | Front     | Central | Back    |         |
| -------- | --------- | --------- | --------- | ------- | ------- | ------- |
| Cerrada  | i /i/     |           | u /u ~ ʊ/ | ii /iː/ |         | uu /uː/ |
| Media    | e /e ~ e̞/ |           | o /o ~ ɔ/ | ee /ɛː/ |         | oo /oː/ |
| Abierta  |           | a /a ~ ə/ |           |         | aa /aː/ |         |

### Consonantes
En pakanha has 15 consonantes:
|             | Periférica | Periférica | Laminal | Laminal  | Apical     | Apical | Glotal |
| Bilabial    | Velar      | Palatal    | Dental  | Alveolar | Retrofleja |        |        |
| ----------- | ---------- | ---------- | ------- | -------- | ---------- | ------ | ------ |
| Oclusiva    | p /p/      | k /k/      | ch /c/  | th /t̪/   | t /t/      |        | ' /ʔ/  |
| Nasal       | m /m/      | ng /ŋ/     | ny /ɲ/  | nh /n̪/   | n /n/      |        |        |
| Vibrante    |            |            |         |          | rr /r/     |        |        |
| Aproximante | w /w/      | w /w/      | y /j/   |          | l /l/      | r /ɻ / |        |

## Vocabulario/Índice temático
La siguiente es una muestra de palabras de una lista de palabras comparativa/índice temático producido por Philip Hamilton. Las palabras Pakanha van acompañadas de las palabras correspondientes de los idiomas Uw Olkola y Uw Oykangand, que están relacionados lejanamente:
(P) = Pakanha, (Olk) = Uw Olkola, (Oyk) = Uw Oykangand.
El cuerpo:
- Cuerpo
  - nhangka (P)
  - idnhan (Olk, Oyk)
  - elpan (Olk)
- Cabeza
  - wele (P)
  - eka (Olk)
  - e.g. (Oyk)
- Fontanela
  - wele ngangka (P)
  - ek ulpar (Olk)
  - e.g. ulbar (Oyk)
- Cráneo
  - yenkan (P)
  - ek obher (Olk)
  - e.g. opher (Oyk)

## En la cultura popular
La palabra Pakanha para el canguro gris oriental, kucha, se usó como el nombre de una tribu en la segunda temporada de la serie de telerrealidad estadounidense, Survivor en 2001.